# ベア・ナックルIII
『ベア・ナックルIII』（ベア・ナックルスリー）は、1994年3月17日に日本のセガから発売されたメガドライブ用ベルトスクロールアクションゲーム。北米にて先行して発売され、日本では同年3月18日に発売された。
同社の『ベア・ナックル』シリーズの第3作目。ある街に落とされたラクシン（原爆）を巡る事件と、アクセルのもとに届いたブレイズからの手紙に書かれていた同日に起こったもう1つの事件の裏側に潜む恐るべき陰謀を調査する事を目的としている。ゲームシステムは前作『ベア・ナックルII 死闘への鎮魂歌』から踏襲されている一方、アクセル、ブレイズ、サミーの他に新たにドクター・ザンがプレイアブルキャラクターとして追加された。
2007年にWii用ソフトとしてバーチャルコンソールにて配信された他、2011年にiOS用ソフトとして、2012年にはWindows用ソフトとしてSteamにて配信された。その他、PlayStation 2およびゲームキューブ用ソフト『ソニック ジェムズ コレクション』（2005年）、PlayStation 3およびXbox 360用ソフト『ソニック アルティメット ジェネシスコレクション』（2009年）などに収録された。

## ゲーム内容
基本的には『II』のシステムを継承しているが、得点が一定値に達するごとにダッシュ攻撃（前2回＋攻撃）が3段階まで成長するようになった。ファイティングパッド6Bを使用してプレイすると、コマンド入力により最初からパワーアップ済みのダッシュ攻撃を使えるという特典がある。
ダッシュ攻撃が成長すると威力やヒット数がアップするが、移動距離も長くなるため、場所によっては崖や穴から転落してしまう危険がある。
体力ゲージのタイマーのあった部分がチャージメーターに変更され、これが満タンのときは体力を消費せずにスペシャル攻撃を使用できる。1度スペシャル攻撃を出すとチャージメーターが空になってしまうが、時間の経過とともに回復していく。チャージメーターがたまる前でも従来どおり体力と引き換えにスペシャル攻撃を使うことが可能である。なおタイマー表示がなくなったのに伴い、タイマー制は廃止された。
武器を持っているときにダッシュ攻撃を使用すると「武器必殺技」という固有の技が発動するようになった。ザンは武器必殺技を使えない代わりに、拾った武器をエネルギー弾に変換して撃ち出す能力を持っている。
そのほか、新アクションとしてダッシュと側転が追加された。また、各キャラクターのダッシュ攻撃の威力が下がった代わりに、通常攻撃のモーションが全体的に機敏になり、機動性が上がっている。

## キャラクター

### プレイヤーキャラクター
各キャラクターの能力はパワー、テクニック、スピード、ジャンプ力、攻撃のリーチの5項目で表される。
アクセル・ストーン（AXEL STONE）
パワー★★★、テクニック★★、スピード★★、ジャンプ力★、攻撃のリーチ★★
パワー型。性能は前作とほぼ同じ、だが前作で強力だった「グランドアッパー」が弱体化している。海外版では黄色のTシャツと黒いジーンズを着ている。
成長必殺技は「グランドアッパー」→「エクストラグランドアッパー」→「グランドフック」→「グランドハリケーン」。武器必殺技は「ライジングスラッシュ」（ダッシュ攻撃・刀）、「ソードブラスト」（スペシャル攻撃・刀）、「パワーストライク」（ダッシュ攻撃・棒系）。
ブレイズ・フィールディング（BLAZE FIELDING）
パワー★★、テクニック★★★、スピード★★、ジャンプ力★★、攻撃のリーチ★
テクニック型。リーチが短い。性能は前作とほぼ同じ。海外版では服の色が白になっている。
成長必殺技は「飛翔双斬」→「重飛翔双斬」→「昇華双斬」→「昇華双斬破」。武器必殺技は「彗星昇斬」（ダッシュ攻撃・ナイフ）、「百華烈斬」（スペシャル攻撃・ナイフ）、「気功剣」（ダッシュ攻撃・刀）。
サミー・ハンター（SAMMY HUNTER、海外版ではエディー・ハンター/EDDIE "SKATE" HUNTER）
パワー★、テクニック★★、スピード★★★、ジャンプ力★★★、攻撃のリーチ★
スピード型。性能は前作とほぼ同じ。だが攻撃力が前作より微妙に増えており、難易度はかなり下がった。海外版では青い帽子と赤いタンクトップを着ている。
成長必殺技は「ダイナマイトヘッドバット」→「スーパーダイナマイトヘッドバット」→「ローリングヘッドバット」→「ローリングヘッドバットサンダー」。武器必殺技は「ホームランアッパー」（ダッシュ攻撃・棒系）、「スピニングブラスター」（スペシャル攻撃・棒系）、「人間ミサイル」（ダッシュ攻撃・ナイフ）。
ドクター・ザン（DOCTOR ZAN）
パワー★★★、テクニック★★、スピード★、ジャンプ力★、攻撃のリーチ★★★
新キャラクター。老人型サイボーグ。パワー型で攻撃のリーチが長い。元は組織の研究員だったが、その目的を知り脱走。脱走時に負傷したことから、自らをサイボーグ化した。
必殺技は「パワースパーク」、「サンダーボルト」。成長必殺技は「パーニアタックル」→「マッハタックル」→「マッハブースター」→「ハイパーブースター」。武器必殺技は「エナジーショット」。

### 隠しキャラクター
ビクティー（VICTY、海外版ではROO）
パワー★★、テクニック★、スピード★★★、ジャンプ力★★★、攻撃のリーチ★
オスのカンガルー。2面中盤に敵として登場するが、2面で特定の条件を満たすとコンティニュー時に操作キャラクターにできる。また、タイトル画面で特定のコマンドを入力すると、最初から使用可能になる。

### 雑魚キャラクター
ガルシア（GALSIA、海外版ではGARCIA）
本作では時々ジャンプエルボーで攻撃してくるようになったり、ナイフを所持して登場した場合は一度落としても再度拾うようになったため、前作より若干強くなっている。
ドノヴァン（DONOVAN）
攻撃方法は前作とほぼ同じだが、回復アイテムを食べて回復するようになった。3面ではブルドーザーを運転してプレイヤーを攻め立てる。
シグナル（SIGNAL、海外版ではSCARAB）
前作と同じくスライディングや投げ技を得意としている。前作に比べると耐久力はやや落ちた。
エレクトラ（ELECTRA）
本作では飛び蹴りを使わない代わりにバックステップでこちらの攻撃を避けつつ攻撃してくるようになった他、ダウン時の起き上がりが非常に遅い。また、本作の電気鞭は手と一体化しておらず、普通の手に所持している。なお、海外版では服装が異なる。
ストーム（STORM）
前作にも登場したライダー。今作ではバイクに乗って突っ込んでくるタイプしか登場しない。ただし、前作と違い一撃で倒せなくなっており、高い耐久力を持つ。
ミフネ（MIFUNE）
前作にも登場した忍者。刀やクナイなどの武器を所持して登場することもある他、一部のステージのトラップを天井に張り付いて避けたりもする。
ビッグベン（BIG-BEN、海外版ではDWIGHT）
攻撃方法は前作と大体同じだが、転がり攻撃が追加されている。近くにガルシアがいる場合、持ち上げて連携攻撃を仕掛けてくることもある。
ヴァイス（VICE、海外版ではZACK）
レザーパンツにグローブとバンダナを付けた雑魚。直接殴る以外に、プレイヤーを掴んで頭突きをしてくることもある。
スラム（SLUM、海外版ではGOLDIE）
ヴァイスと同タイプの雑魚。こちらはサングラスに金髪。掴み技は使わないものの、リーチの長いキック攻撃を使う他、こちらの攻撃をガードしてくる。
ガーネット（GARNET、海外版ではSOOZIE）
逆立てヘアーのボディコン姿の女性雑魚。ピンタ攻撃以外に飛び蹴りも使ってくる。エレクトラと同様に海外版では服装が若干異なる。
タイガー（TIGER）
格闘家のようなタイプの敵。前作のハクヨウと同じく多彩な蹴り技を得意としており、飛び蹴りの他にこちらの攻撃をガードしてきたりもする。よくガードする分、体力は低く設定されている。
ロケット（ROCKET）
ジェットの弱体化バージョンと言うべき敵。6面の最後では大量に出現する。
ブロンズ.シルバー.ゴールド（BRONZ/SILVER/GOLD、海外版ではMCBRIDE/MCLEAN/MCLEOD）
シークレットサービスのような姿をした敵。手持ちの拳銃で発砲してくる他、接近時には中段・下段パンチから投げに繋げる連続技も使ってくる。1面と6面・最終ステージしか登場しない。
P-1.2.3
ロボットタイプの敵。飛び跳ねて移動しつつ滞空攻撃やレーザーで攻撃してくる。残り耐久力が低くなると自爆することもある。6面から登場する。
Mr.A-Z（海外版ではROBOT）
7面の後半シーンで大量出現するロボ．Xと同型のロボット。耐久力が低く、倒さなくても勝手に立ち去っていく。攻撃パターンもロボ．Xより少ない。

### ボスキャラクター
アッシュ（ASH）
1面の中ボス。レオタードに船帽を被ったヒゲ面の男。最初はボートに乗って現れて雑魚を差し向けて来る。裏技を使うことによって、プレイヤーキャラクターとして使用できる。
海外版では登場せず、シヴァが代わりにボートに乗って登場する。
シヴァ（SHIVA）
1面のボス。ゲームの進行によっては再度ボスとして出現することもある。
アッシュ同様、裏技によってプレイヤーキャラクターとして使用可能。ただし、プレイヤーキャラクターとして使用できるようになってもコンティニューを介さなければならず、ダッシュ攻撃と武器使用が出来ない（武器を持ってもすぐに落とす）。
ダンチ（DANCH、海外版ではBRUCE）
2面の中ボス。ピエロのような外見のムチ使い。ビクティーと共に登場するが、本人だけ倒せばいい。
鬼姫＆夜叉（ONIHIME＆YASHA、海外版ではMONA＆LISA）
2面のボス。一作目から再登場した2人組の女性ファイター。宙返りしたり、飛び回りながらプレイヤーをかく乱させつつ攻撃するのが得意。地を這う衝撃波を放つ攻撃も使う他、2人揃っての連携技も使用してくる。
ブルドーザー（BULLDOZER）
3面の途中に出てくるドノヴァンが操縦するブルドーザーで、プレイヤーをひたすら追いかけて突進してくる。倒すことはできないが、攻撃を受けると一時的に後退する。逃げる途中には壁が行く手を阻んでおり、プレイヤーは壁を壊しながらブルドーザーから逃げなければならない。
ブレイク（BREAK、海外版ではAXELと表記）
3面のボス。アクセルに扮したロボット。攻撃手段もアクセルとほぼ同じ技を使用してくる。耐久力が減るごとに動きが速くなり、体色も赤くなっていく。
『PROJECT X ZONE 2:BRAVE NEW WORLD』にも敵キャラクターとして参戦しており、担当声優はアクセルと同様に杉田智和が務めている。
ヤマト（YAMATO）
4面のボス。赤い甲冑を身にまとった上級の忍者。手裏剣や刀による攻撃の他、多彩な忍法を使う。出現と同時に3人に分身し、3回連続で倒さなければならない。分身ごとにそれぞれ特殊技を持っている。姿を消してからの攻撃を得意とする。倒されると最期に「忍法、微塵」を使い自爆する。
ロボ．X（ROBO X、海外版ではROBOT X）
5面のボスであるロボット。最初はミスターXの姿をしており、戦闘前に雑魚を複数差し向けてくる。それを全滅させると正体を現す。
腕に内蔵された銃の他、腕を伸ばしてパンチを繰り出したり、誘導ミサイルを撃って攻撃してくる。また、掴むと放電攻撃で振り払われる。
ジェット（JET）
6面のボス。ジェットバックにマスクを付けた常時飛行している敵で、前作からデザインが変更されている。攻撃方法は前作とほぼ同じだが、腹部から火炎放射を浴びせてくることもある。また、配下であるロケットの大群と同時に相手しながら戦わなければならない。
Dr.ゼロ（DR.ZERO、海外版ではDr.DAHM）
7面の中ボスである科学者。本人は直接戦わず、遠隔で操作するアームを用いてプレイヤーに攻撃する。
ネオX（NEO X、海外版ではROBOT Y）
7面のボス（最終ボス）で、脳だけになったMr.Xが操縦するロボットである。ラクシンを積んだ人型ロボットをリマ諸国に配置して爆発させ、戦争を引き起こそうとした。3分以内に倒さなければ爆発を止めることができず、バッドエンドとなる。

## 開発
本作の開発はセガ第7AM研究開発部が行い、トータル・デザインは第1作目を手掛けた清宮敦嗣、メイン・プログラムは『アイラブドナルドダック グルジア王の秘宝』（1991年）を手掛けた百田浩司、サウンド・プロデューサーは古代祐三、音楽は前作に引き続き川島基宏が担当している。

### 音楽
本作の作曲環境は前作から大幅に変化しており、本作では古代がPC-98上で作成したミュージックジェネレートプログラムが使われた。このソフトは、自分で音符を打ち込む代わりに条件を指定して音を生成するプログラムを作成し、出来上がった音から任意のものを選んで曲を組み立てていく物となっている。
川島はこのプログラムについて、7つの音階をすべて別の音色で鳴らすことを可能としており、音色がランダムに割り当てられることで、奇妙な音楽ができあがるとレッドブルとのインタビューの中で話している。
川島は、古代がさらに人間味をなくしたものを作ろうとしてこのプログラムを用いたのだろうとレッドブルとのインタビューの中で振り返っている。
古代は本作における音楽性について、当時通っていたクラブ・Space Lab YELLOW で流行していた音楽を再現したとレッドブルとのインタビューの中で話しており、メロディが不明瞭であるなど混とんとしていたことから、セガから拒絶されるのではないかとも思ったとも振り返っている。
古代は川島にもこのプログラムの利用を勧めたが、川島がこれを利用したのは「Fuze」など一部の楽曲に限られ、「The Poets」等多くの楽曲は通常のプログラミングで制作された。

## スタッフ
- プロデューサー：OSSIY、NORIYUKI
- ディレクター：YUI
- プランニング
  - メイン・プランナー：WANTER
  - アシスタント・プランナー：ZOZO
- デザイナー
  - トータル・デザイン：ATSUMIYA SEISHI（清宮敦嗣）
  - メカニック・デザイン：RYURYU（沓澤龍一郎）
  - キャラクター・デザイン：・・・、RYURYU（沓澤龍一郎）、KASEIZIN、JUNTARO（松尾純）、MA-KUN（原正憲）
  - シーン・デザイン：KAZ EWASAWA（岩沢一之）、NOOMIN、KANJII
- プログラマー
  - メイン・プログラム：MOMONGA MOMO（百田浩司）
  - エネミー・プログラム：TAKOSUKE、CHATA、NAGISA、MR.NOBODY
  - シーン・プログラム：TONSYUN（高橋敦俊）
- サウンド
  - サウンド・プロデューサー：古代祐三
  - サウンド・コンポーザー：川島基宏
  - サウンド・プログラマー：AKIRA KOYAMA（小山英樹）
  - ボイス：SARU MAN、ELILIN、KAMI、HAMAKO、YOSSY
- スペシャル・サンクス：SAY A、TETSU、O KITAOKA、HASSY、TODOROKI TAIYO、MIYA、KOROMI、FOUR

## 移植版
| No. | タイトル                                                                | 発売日                                           | 対応機種                                           | 開発元                 | 発売元 | メディア | 型式                                                                           | 備考           |
| --- | ----------------------------------------------------------------------- | ------------------------------------------------ | -------------------------------------------------- | ---------------------- | ------ | --- | ------------------------------------------------------------------------------ | -------------- |
| 1   | ソニック ジェムズ コレクション                                          | 2005年8月11日                                    | PlayStation 2 ゲームキューブ                       | ソニックチーム         | セガ   | DVD-ROM | PS2:SLPM-66074 GC:DOL-G2XJ-JPN                                                 | 日本版のみ収録 |
| 2   | Streets of Rage 3 ベア・ナックルIII Streets of Rage 3                   | 2007年9月24日 2007年10月2日 2007年10月5日        | Wii                                                | セガ                   | セガ   | ダウンロード （バーチャルコンソール）                                                                                    | MBQJ MBQE MBQP                                                                 |                |
| 3   | Sonic's Ultimate Genesis Collection SEGA Mega Drive Ultimate Collection | 2009年2月10日 2009年2月20日                      | PlayStation 3 Xbox 360                             | Backbone Entertainment | セガ   | Blu-ray Disc DVD-ROM | PS3: BLUS-30259 BLES-00475 XB360: 68034 384-40210                              |                |
| 4   | INT Streets of Rage 3 ベア・ナックルIII                                 | INT 2011年4月28日                                | iPhone、iPod touch (iOS)                           | セガ                   | セガ   | ダウンロード | 429820095                                                                      |                |
| 5   | Streets of Rage 3                                                       | INT 2012年5月2日                                 | Windows                                            | セガ                   | セガ   | ダウンロード (Steam) | -                                                                              |                |
| 6   | ベア・ナックルコレクション Sega Vintage Collection - Streets of Rage    | INT 2012年5月30日                                | Xbox 360 (Xbox Live Arcade)                        | セガ                   | セガ   | ダウンロード | -                                                                              |                |
| 7   | Sega Genesis Classics                                                   | 2018年5月29日 Switch 2018年12月7日 2018年12月6日 | Linux macOS PlayStation 4 Xbox One Nintendo Switch | d3t セガ               | セガ   | ダウンロード (Steam、PlayStation Store、 Microsoft Store、 ニンテンドーeショップ) BD-ROM Nintendo Switch専用ゲームカード | PS4: CUSA-10828 CUSA-09771 XBO: INL-SE10663080 Switch: HAC-P-AQGKB HAC-P-AQGKA |                |
| 8   | Streets of Rage 3                                                       | 2022年10月27日                                   | SEGA Genesis Mini 2                                | エムツー               | セガ   | プリインストール | MK-16310                                                                       |                |

## 評価
古代はレッドブルとのインタビューの中で、発売当時はファンからBGMについて否定的な評価を受けていたと話す一方、受け入れるファンもいるため、これも一つの正解だったのだろうと思っていると話している。
レッドブルのNick Dwyerは、本作における川島の音楽のジャンルをジャーマンテクノとデトロイトサウンドであると述べ、彼らしい音楽であり、20年以上経った後も新鮮に聞こえると評価している。
- ゲーム誌『ファミコン通信』の「クロスレビュー」では、7・7・7・6の合計で27点（満40点）[15]、ゲーム誌『メガドライブFAN』の読者投票による「ゲーム通信簿」での評価は以下の通りとなっており、23.2点（満30点）となっている[16]。

| 項目 | キャラクタ | 音楽 | お買得度 | 操作性 | 熱中度 | オリジナリティ | 総合 |
| 得点 | 4.2        | 3.8  | 3.8      | 3.9    | 4.0    | 3.5            | 23.2 |

- ゲーム本『メガドライブ大全』（2004年、太田出版）では、新たに追加されたキャラクターであるドクター・ザンによる人間離れした攻撃方法や、1面中ボスであるアッシュがオカマである事、2面ボスがカンガルーである事などを「セガの看板タイトルが壊れていく」と否定的に捉えた他、隠しコマンドによってアッシュが操作可能な点を挙げ、アクセルやブレイズの影が薄くなったと否定的に評価した[17]。